# حبيبة مرزوق
حبيبة مرزوق (من مواليد 14 مايو 2002 - القاهرة، مصر)، هي لاعبة جمباز إيقاعي مصرية وهي حالياَ أحد أعضاء المنتخب الوطني الأول للجمباز الإيقاعي وتمثل فريق وادي دجلة الرياضي.

## مسيرتها الرياضية
بدأت حبيبة ممارسة الجمباز كهواية في عمر الثالثة، وشاركت لأول مرة مع منتخب الناشئات المصري عام 2016 في البطولة الأفريقية للجمباز الإيقاعي في عمر 14 سنة وحصلت على الميدالية الفضية.
في عام 2018، توجت بطلة إفريقيا خلال مشاركتها في البطولة الأفريقية للجمباز الإيقاعي وحصولها على 6 ميداليات في فئة الفردي العام وهي ميداليتان ذهبيتان وميداليتان فضيتان وميداليتان برونزيتان، في شهر ديسمبر من نفس العام شاركت في بطولة لوكسمبورج للجمباز الإيقاعى وحصلت على الميدالية البرونزية في كل من أداة الشريط والصولجان.
في ديسمبر 2019، شاركت في بطولة كرواتيا الدولية للجمباز الإيقاعي وحصلت على ثلاثة ميداليات خلال البطولة وهي الميدالية الفضية في منافسات أداة الكرة وبرونزيتين في كل من أداة الصولجان والطوق، كما حازت على المركز الرابع على مستوى البطولة.
شاركت حبيبة مرزوق في البطولة الأفريقية للجمباز الإيقاعي الخامسة عشر والتي أقيمت في مدينة شرم الشيخ خلال الفترة من 12– 14 مارس 2020، وأحرزت 18.7 نقطة في منافسات الكرة، 17.15 نقطة في منافسات الشريط، 19.75 نقطة في منافسات الطوق و 18.1 نقطة في منافسات الصولجان لتفوز بالميدالية الذهبية وتتأهل للمشاركة في دورة الألعاب الأولمبية المقامة في طوكيو 2020.

## المشاركة الأولمبية
| مصر (EGY)  | مصر (EGY)   | مصر (EGY) | مصر (EGY) | مصر (EGY) | مصر (EGY) | مصر (EGY) | مصر (EGY) | مصر (EGY) | مصر (EGY) | مصر (EGY) | مصر (EGY) | مصر (EGY) | مصر (EGY) | مصر (EGY) |
| الدورة     | الرياضيّة    | الحدث     | التصفيات  | التصفيات  | التصفيات  | التصفيات  | التصفيات  | التصفيات  | النهائي   | النهائي   | النهائي   | النهائي   | النهائي   | النهائي   |
| الدورة     | الرياضيّة    | الحدث     | الحلقة    | الكرة     | الهراوات  | الشريطة   | المجموع   | الترتيب   | الحلقة    | الكرة     | الهراوات  | الشريطة   | المجموع   | الترتيب   |
| ---------- | ----------- | --------- | --------- | --------- | --------- | --------- | --------- | --------- | --------- | --------- | --------- | --------- | --------- | --------- |
| طوكيو 2020 | حبيبة مرزوق | فردي      | 21.700    | 22.150    | 21.100    | 8.400     | 73.350    | 25        | لم تتأهل  | لم تتأهل  | لم تتأهل  | لم تتأهل  | لم تتأهل  | لم تتأهل  |